# Malva subovata
A Malva subovata a mályvavirágúak (Malvales) rendjébe és a mályvafélék (Malvaceae) családjába tartozó faj.

## Előfordulása
A Malva subovata előfordulási területe a következő országokban és szigeteken található: Algéria, Baleár-szigetek, Franciaország, Korzika, Marokkó, Olaszország, Szardínia, Spanyolország és Tunézia.

## Alfaja
- Malva subovata subsp. bicolor (Rouy) Iamonico